# Les Eaux de colère
Les Eaux de colère est une bande dessinée de la série Jeremiah de Hermann parue en 1983.

## Synopsis
Kurdy essaie de convaincre Jeremiah de kidnapper la fille d'un magnat du pétrole très puissant. Sa fille, Léna Toshida, est une jeune écervelée profitant du pouvoir de son père pour faire les quatre cents coups, se sentant protégée par un garde du corps impressionnant nommé 'Max'.
Kurdy emmène Lena dans de mystérieux marais habités par de mystérieux êtres mi humains mi plantes...

## Analyse
C'est la première apparition de Lena dans les albums de Jeremiah, elle sera un personnage récurrent de la série.